# Южная Каролина
Ю́жная Кароли́на (англ. South Carolina, МФА: /ˌsaʊθ kærəˈlaɪnə/о файле) — штат на юго-востоке США, один из так называемых Южно-Атлантических штатов. Назван в честь английского короля Карла I.

## История

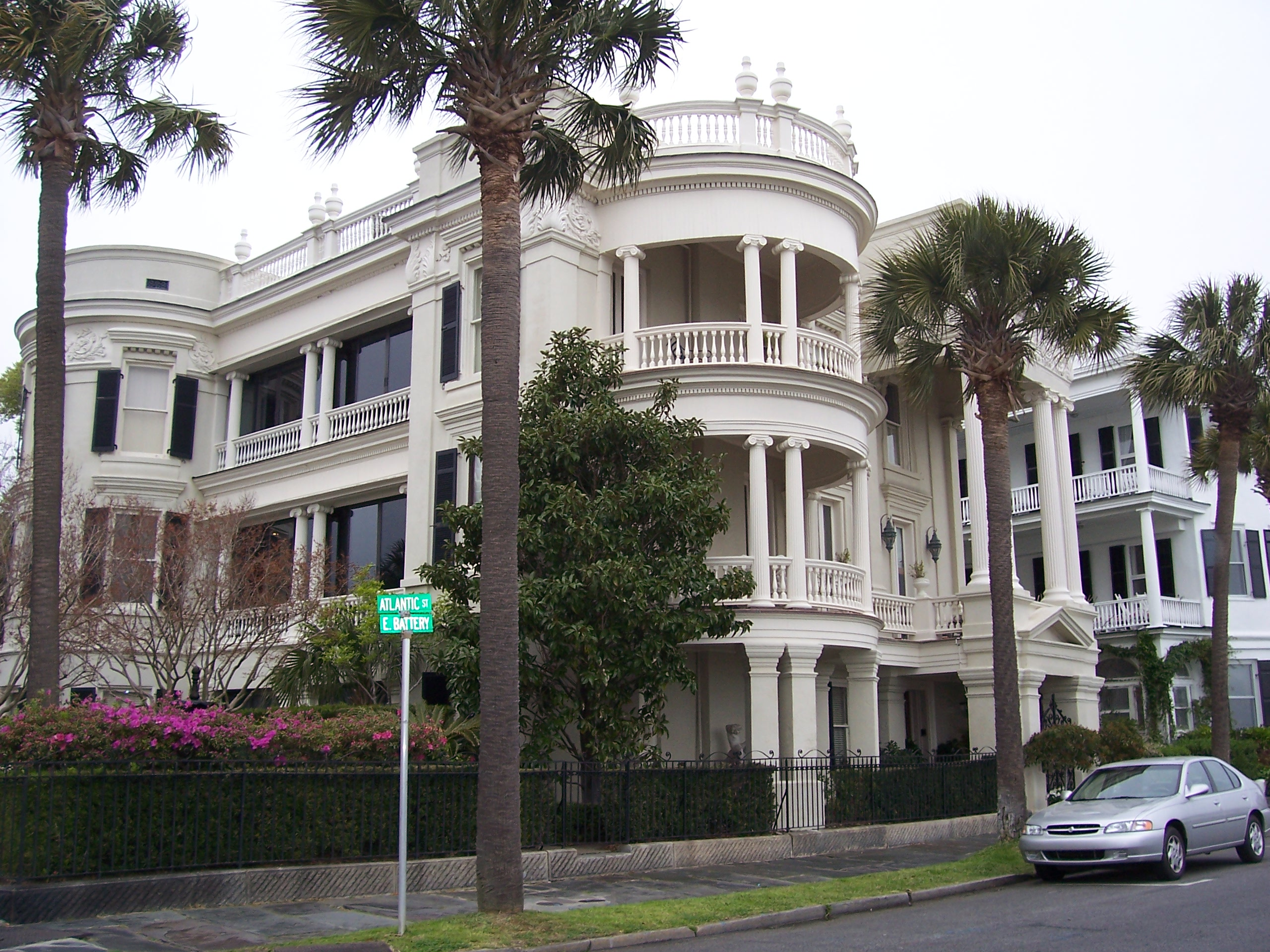
Дом в колониальном стиле, историко-архитектурный памятник, расположен в Парке «Бэттери».

До европейской колонизации на территории Южной Каролины обитали племена ямаси и кусабо. В 1663 году английский король Карл II подарил земли к югу от колонии Вирджиния восьми английским лордам, известным как «Лорды собственники», и так образовалась Провинция Каролина. В 1670 году на территории Южной Каролины было основано первое европейское поселение — Чарльз-Таун (современный Чарлстон). В 1729 году произошло разделение Каролины на Северную и Южную. Южная Каролина стала самостоятельной королевской колонией — провинцией Южная Каролина.
После окончания Войны за независимость колония стала восьмым штатом нового государства. Южная Каролина была сельскохозяйственным штатом, на территории которого преобладали хлопковые плантации.
B 1832 году у Южной Каролины возник конфликт с федеральными властями беспорядки из-за отмены конгрессом штата федерального протекционистского таможенного тарифа, выгодного для северных, фабричных и отяготительного для рабовладельческих штатов.
В 1860 году Южная Каролина первая из южных штатов решила выйти из состава США в знак протеста против отмены рабовладения. В Гражданской войне участвовало около 60 тысяч жителей штата. После войны начался период Реконструкции. В штате началась индустриализация. В сельском хозяйстве от разведения хлопчатника перешли на разведение сои, кукурузы.

## Государственный строй
Законодательный орган — Генеральная Ассамблея (General Assembly), состоит из Сената (Senate) и Палаты Представителей (House of Representatives). Сенат состоит из 46 членов, избираемых сроком на 4 года, избирающих из своего состава временного председателя Сената (President Pro Tempore). Палата Представителей состоит из 124 членов, избираемых сроком на 2 года, избирающих из своего состава спикера (Speaker) и временного спикера (Speaker pro Tempore).
Исполнительную власть осуществляют:
- Губернатор Южной Каролины[англ.]* (Governor of the State of South Carolina)
- Заместитель Губернатора Южной Каролины[англ.] (lieutenant governors of South Carolina),
- Государственный секретарь Южной Каролины[англ.] (Secretary of State of South Carolina)
- Генеральный Адъютант (Adjutant General)
- Генеральный Прокурор (Attorney General)
- Государственный Казначей (State Treasurer)
- Государственный Контролёр (Comptroller General)
- Суперинтендант Образования (Superintendent of Education)
- Комиссар сельского хозяйства (Commissioner of Agriculture)

Все они избираются сроком на 4 года. Заместитель Губернатора Южной Каролины является председателем Сената. Губернатор Штата Южной Каролины является верховным главнокомандующим национальной гвардии Южной Каролины, ведает национальной гвардией Южной Каролины Генеральный адъютант Южной Каролины.
Высшим судебным органом является — Верховный Суд (Supreme Court), состоящий из Главного судьи (Chief Justice) и 4 ассоциированных судей (Associate Justices), избираемых Генеральной Ассамблеей сроком на 10 лет. Имеется также — Апелляционный суд (Court of Appeals), состоящий из Главного судьи (Chief Judge) и 8 ассоциированных судей (associate judges), избирающиеся Генеральной Ассамблеей, сроком на 6 лет. Суды первой инстанцией — окружные суды (Circuit Court), избираются Генеральной Ассамблеей сроком на 6 лет.

## География
Южная Каролина состоит из пяти физико-географических провинций, границы которых примерно параллельны Атлантической береговой линии. Юго-восточная часть штата находится на Приатлантической низменности. С севера на юг побережье делится на три отдельные области: Гранд-Странд, дельту реки Санти и Си-Айлендс.

### Водохранилища

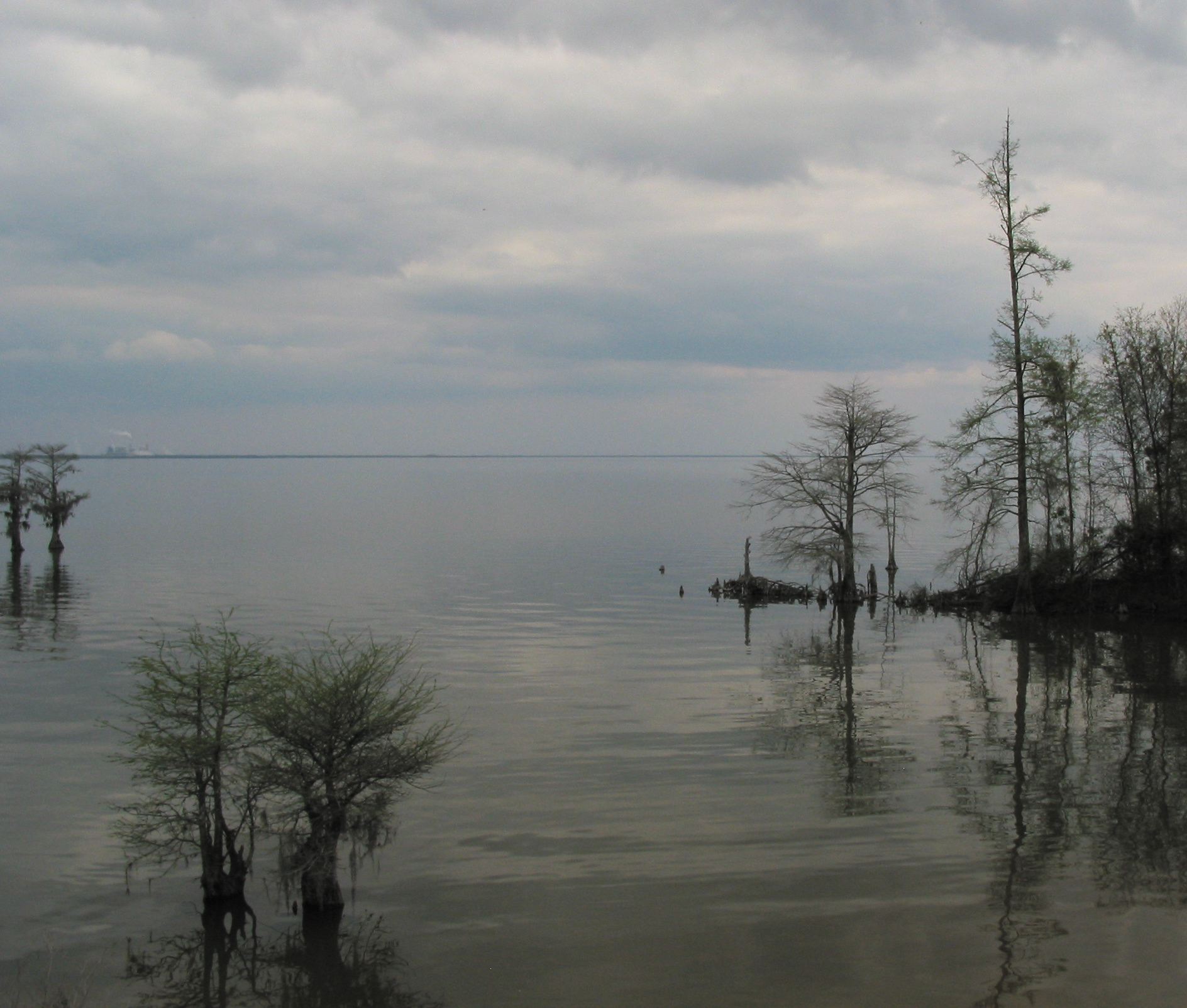
Водохранилище Моултри

Южная Каролина имеет несколько крупных водоемов, площадь которых составляет более 1779 км². 

Список крупнейших водоемов (по убыванию площади):
- Марион
- Кларкс-Хилл
- Моултри
- Хартуэлл
- Марри
- Расселл
- Киови
- Уайли
- Уотери
- Гринвуд
- Джокасси

### Города
В Южной Каролине насчитывается 269 городов со статусами city и town, они занимают 5,8 % площади штата и в них проживает 35,4 % его населения.

## Климат
На территории штата преобладает субтропический климат, признаки которого наиболее заметны в непосредственной близости к Атлантическому океану. Летом температура воздуха варьируется от 19-23 °C в глубине штата до 21—23 °C на побережье. Зимой столбик термометра опускается до −2 °C, при этом снегопадов, как правило, не наблюдается; осадки выпадают преимущественно в виде дождя.
По территории штата часто проходят ураганы, возникающие в Атлантическом океане. В 1954 году штат серьёзно пострадал от урагана Хейзел, а в 1989 — от урагана Хьюго.
| Типичные месячные максимальные и минимальные температуры некоторых городов Южной Каролины (°F) |       |       |       |       |       |       |       |       |       |       |       |       |
| Город                                                                                          | Янв   | Фев   | Март  | Апр   | Май   | Июн   | Июл   | Авг   | Сен   | Окт   | Ноя   | Дек   |
| Чарлстон                                                                                       | 59/37 | 62/39 | 69/46 | 76/52 | 83/61 | 88/68 | 91/72 | 89/72 | 85/67 | 77/55 | 70/46 | 62/39 |
| Колумбия                                                                                       | 55/34 | 60/36 | 67/44 | 76/51 | 83/60 | 89/68 | 92/72 | 90/71 | 85/65 | 76/52 | 67/43 | 58/36 |
| Гринвилл                                                                                       | 50/31 | 55/34 | 63/40 | 71/47 | 78/56 | 85/64 | 89/69 | 87/68 | 81/62 | 71/50 | 61/41 | 53/34 |
|                                                                                                |       |       |       |       |       |       |       |       |       |       |       |       |

## Демография
По данным Бюро переписи населения США, по состоянию на 1 июля 2012 год численность населения Южной Каролины составляла 4 723 723 человека. Таким образом, население штата увеличилось на 2,1 % по сравнению с результатами переписи населения США 2010 года. Иммиграции в США из-за рубежа и миграция из других штатов привели к увеличению численности населения Южной Каролины на 115 084 человек, из которых 36401 человек являлись иммигрантами. На основе переписи 2000 года Южная Каролина заняла 21 место по плотности населения с чуть более 56 человек на 1 км².
Это включает естественный прирост населения с момента последней переписи населения 97 715 человек (295 425 рождений минус 197 710 смертей).
По данным Университета Южной Каролины, школы общественного здравоохранения Арнольда, Консорциума по изучению иностранной иммиграции Южной Каролины, в 2000—2005 гг. рост рождаемости в штате происходил быстрее, чем в любом другом штате. Консорциум сообщает, что число латиноамериканцев в Южной Каролине сильно занижено по переписи населения и может превышать 400 000 человек
По данным переписи населения США 2010 г., расовый состав штата включает 66,2 % белых, 27,9 % афроамериканцев, 0,4 % американских индейцев и коренных жителей Аляски, 1,3 % азиатов, 0,1 % коренных жителей Гавайских островов и других тихоокеанских островов, 1,7 % от двух или более рас. При этом 5,1 % от общего числа населения были испанского или латиноамериканского происхождения.

### Религиозный состав
- Баптисты — 41 %
- Методисты — 15 %
- Католики — 7 %
- Православие — 9 %
- Пресвитериане — 5 %
- Пятидесятники — 3 %
- Лютеране — 2 %
- Атеисты — 7 %

## Галерея символов штата

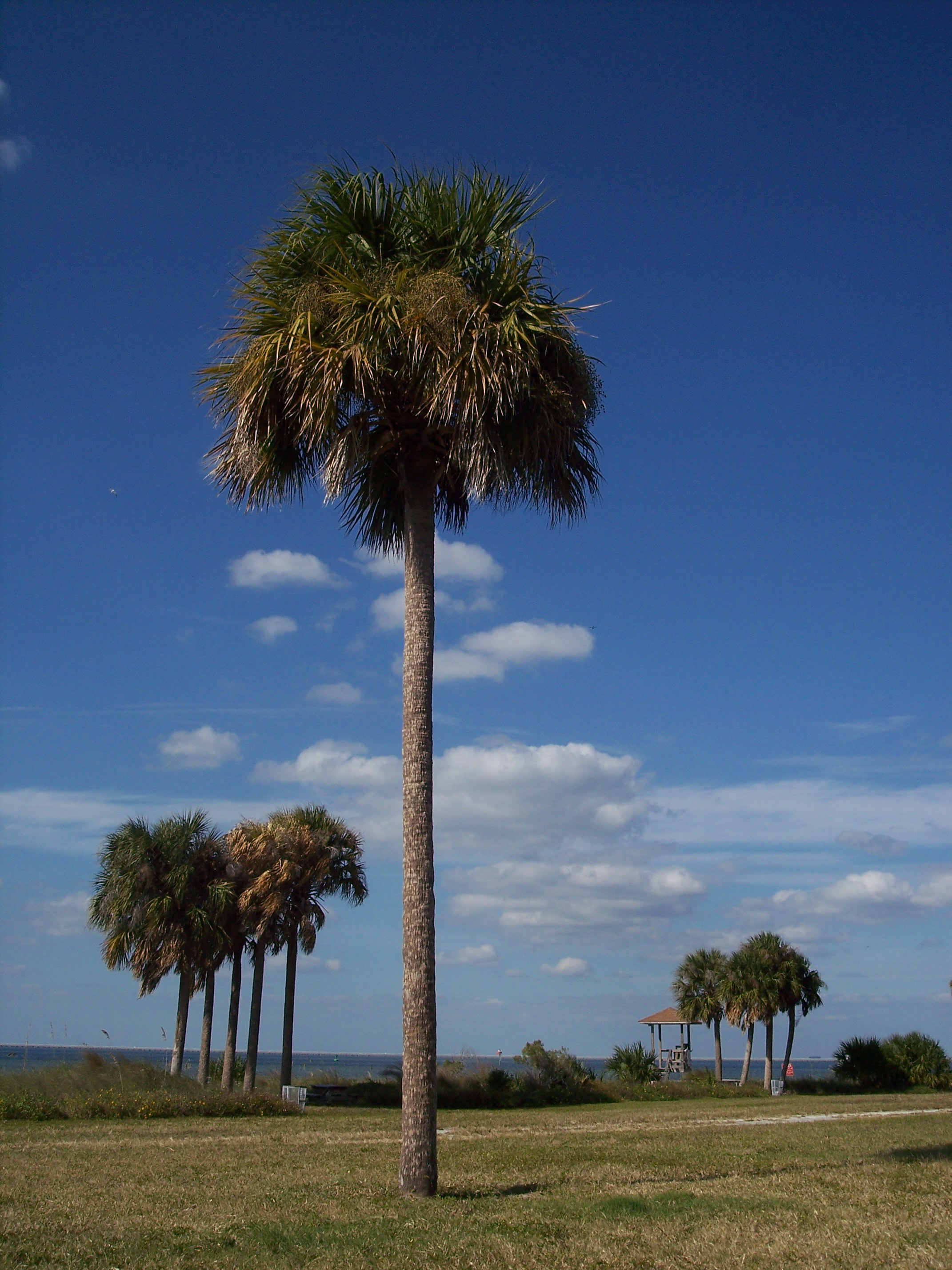
Сабаловая пальма — символ штата Южная Каролина
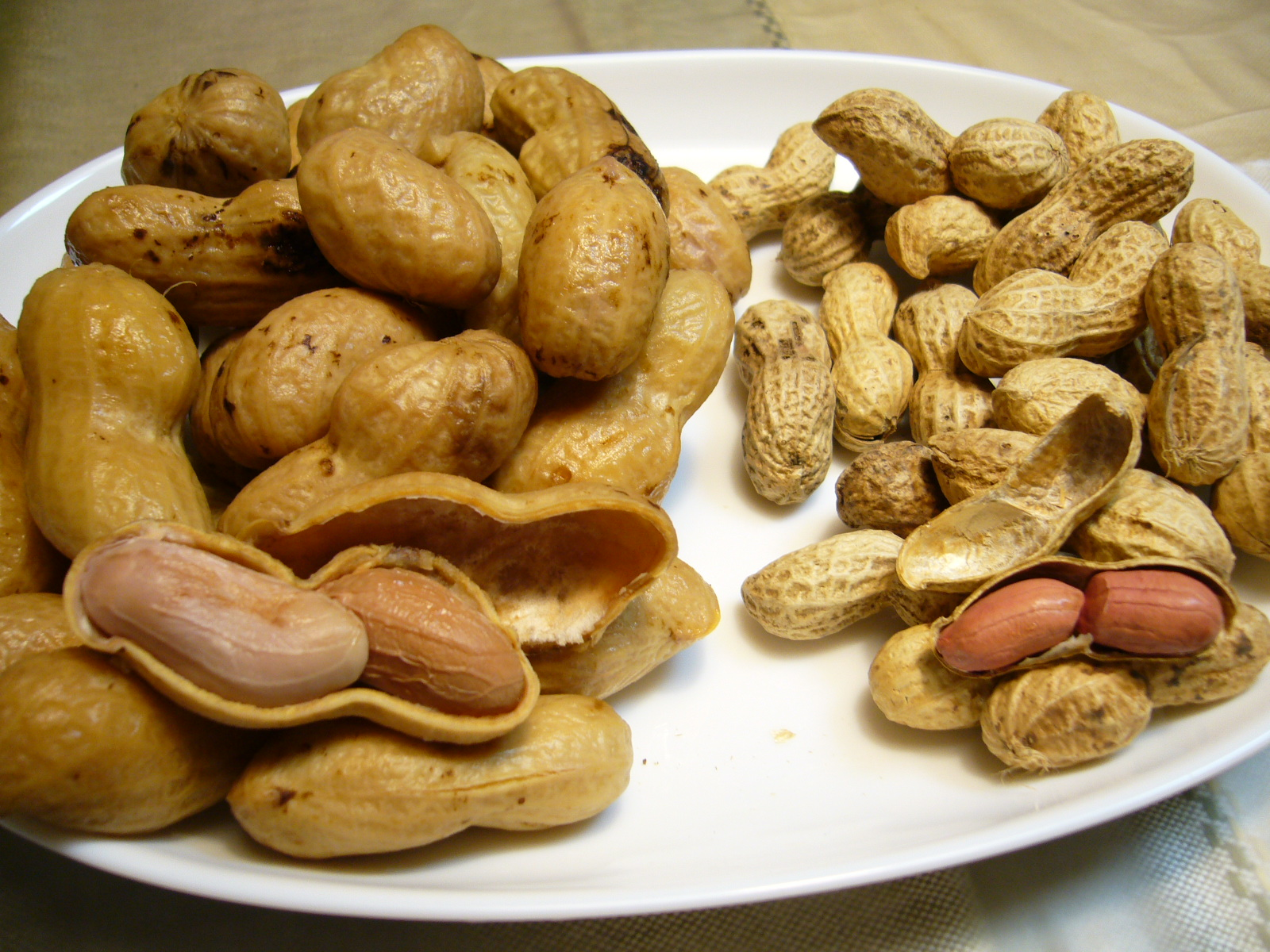
Варёный арахис в скорлупе — блюдо штата Южная Каролина
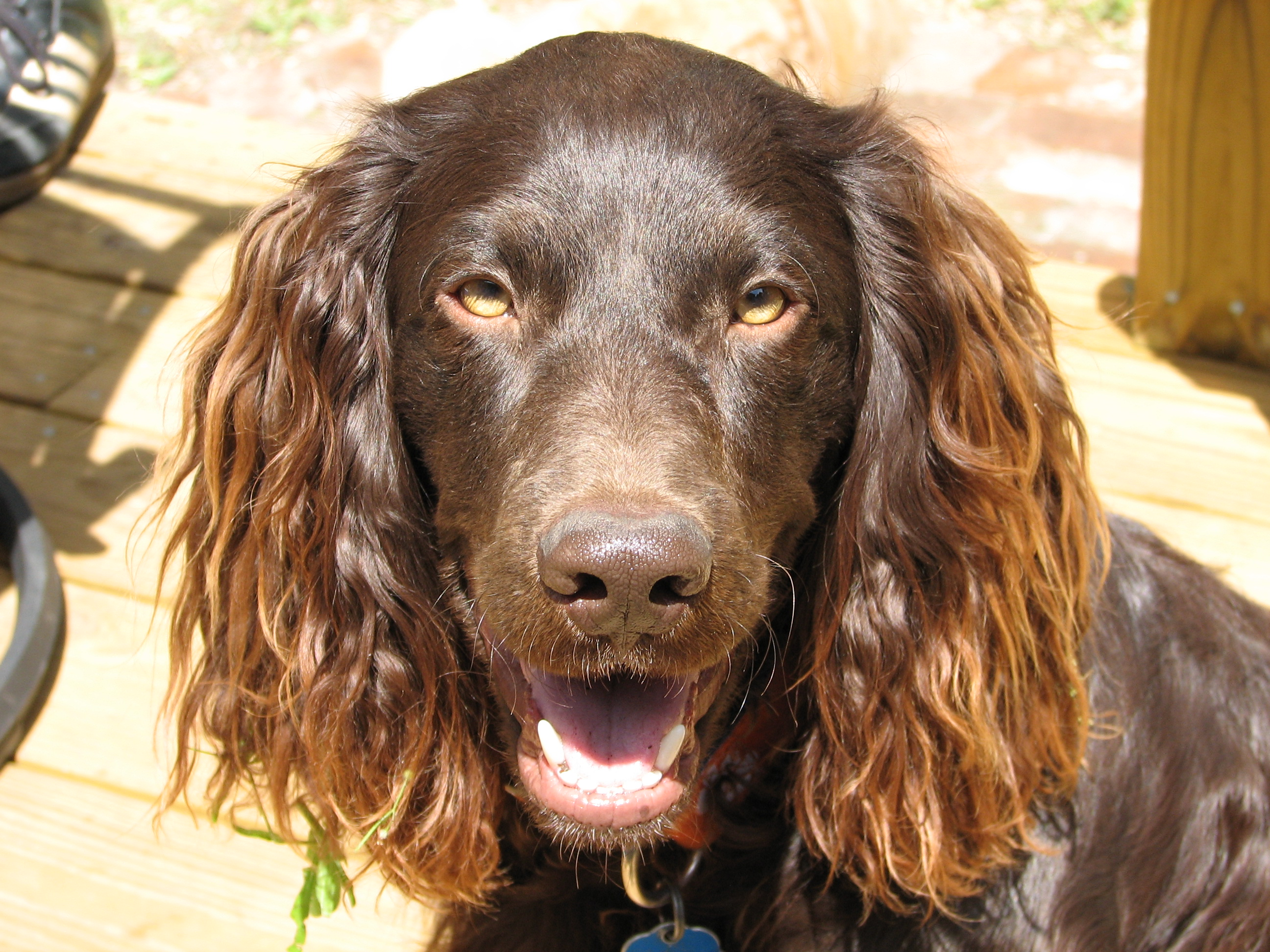
Бойкин-спаниель — собака штата Южная Каролина